# Broderie de Zmijanje
La broderie de Zmijanje est un artisanat traditionnel Bosniaque. Marqueur d'identité pour des populations déplacées, il mobilise plusieurs éléments culturels. En 2014, la broderie de Zmijanje intègre par décision de l'UNESCO la liste représentative du patrimoine culturel immatériel de l'humanité. 

## Description
Zmijanje est une région du Nord-Ouest de la Bosnie-Herzégovine. La broderie (vez) qui y est pratiquée est considérée comme la plus ancienne forme de broderie de la péninsule balkanique. La technique du point de croix est utilisée. La couleur est toujours un bleu foncé
. 
D'après le descriptif officiel de l'UNESCO, ce sont les villageoises de Zmijanje qui la pratiquent. Les confections décorent les tenues féminines, robes de mariée, foulards, et linge de lit. Brodées en groupe, les artisanes discutent et chantent ensemble. Enseignées oralement et formellement, de génération en génération, les techniques sont reproduites mais parfois réinventées par chaque brodeuse. Les motifs choisis, leur variété, déterminent le statut social des porteuses. 

## Reconnaissance
En 2014, cet artisanat intègre la liste représentative du patrimoine culturel immatériel de l'humanité sous l'intitulé "La broderie de Zmijanje". L'UNESCO, dans son descriptif officiel, évoque le caractère émotionnel de cette broderie, notamment pour les populations déplacées, ainsi que "le respect de la diversité, de la créativité et de la communication non verbale". Il est ajouté que sont mobilisés plusieurs aspects culturels tels l'artisanat, la musique, ainsi que la transmission orale. 